# Michael Nannini
Michael Nannini, född 6 december 1961, är en svensk trubadur och artist. Han deltog i Melodifestivalen 1988 tillsammans med Karin Ljung med låten "Säg är det sant?". De hade skrivit låten tillsammans och slutade på en delad sjunde plats. I början av 1980-talet var han medlem i den svenska musikgruppen Gamla Stan.
Nannini arbetar 2013 som trubadur som spelar på olika krogar runt om i landet, främst i Stockholmsområdet.